# میوتین
میوتین (به انگلیسی: Miotine) یک ترکیب شیمیایی با شناسه پاب‌کم ۴۶۰۹۳ است. 